# Jerzy Kalicki
Jerzy Kalicki (ur. 4 kwietnia 1955) – polski lekkoatleta, specjalizujący się w biegach średniodystansowych.

## Osiągnięcia
- Mistrzostwa Polski seniorów w lekkoatletyce
  - Poznań 1979 – złoty medal w biegu na 1500 m

## Rekordy życiowe
- bieg na 800 metrów
  - stadion – 1:48,30 (Poznań 1979)
- bieg na 1000 metrów
  - stadion – 2:21,60 (Sopot 1982)
- bieg na 1500 metrów
  - stadion – 3:38,08 (Warszawa 1980)